# Hippodrome de Cabourg
 (juillet 2024).
Si vous disposez d'ouvrages ou d'articles de référence ou si vous connaissez des sites web de qualité traitant du thème abordé ici, merci de compléter l'article en donnant les références utiles à sa vérifiabilité et en les liant à la section « Notes et références ».
L'Hippodrome de Cabourg est un hippodrome situé à Cabourg dans le Calvados. 

## Historique
La société fut créée en 1928 par le général Gossard qui organisait 3 réunions dans toutes les disciplines. En 1938, Henri Ballière a été élu président et son fils, Jean Ballière, lui a succédé en 1976.
Grâce à l'appui de la mairie, et de son maire Bruno Coquatrix, une piste en sable a été construite pour ne se consacrer uniquement qu'aux trotteurs en 1974. En 1991, grâce à la Société d'encouragement du cheval français (SECF) et à Didier Van Themsche, maire, d'importants travaux ont été effectués – tribunes, éclairage de la piste… – ce qui a permis d'organiser des réunions nocturnes PMU.
En mars 1997, l'assemblée générale de la société locale décidait d'arrêter son activité et de céder totalement l'exploitation de l'hippodrome à la SECF.

## Fiche technique
Aujourd'hui, c'est un hippodrome, classé parmi les pôles nationaux, doté d'une piste de 1 275 m en sable avec corde à droite, d'une largeur de 18 à 20 mètres, de catégorie 1. Les départs sont donnés à l'aide des élastiques et la ligne d'arrivée mesure 265 mètres.
25 réunions se déroulent cette année 2009 à Cabourg. L'Hippodrome est principalement connu pour ses nocturnes lors de la saison estivale. Durant les mois de juillet et août, des nocturnes s'y déroulent les mardis et vendredis, où toutes sont réunions PMU. Elles peuvent attirer jusqu'à 10 000 personnes par nocturne.